# Casimir Reuterskiöld
Casimir Reuterskiöld (n. 14 septembrie 1883, Ljusdal, Comitatul Gävleborg, Suedia – d. 25 decembrie 1953, Stockholm, Suedia) a fost un trăgător de tir ce a reprezentat Suedia, medaliat olimpic. A participat la o ediție a Jocurilor Olimpice (1920) în care a câștigat o medalie de argint.

## Participări
Lista de mai jos prezintă principalele competiții la care a participat Casimir Reuterskiöld de-a lungul carierei.
- shooting at the 1920 Summer Olympics – men's 50 metre team free pistol[*]